# Manel Aljama García
Manel Aljama García   (Sabadell, 1963) és un escriptor sabadellenc que va estudiar tecnologies de la informació. Col·labora en diversos programes de ràdio, en portals digitals i en seminaris d'escriptura. Ha publicat quatre antologies de contes propis i ha participat en més d'una desena de reculls d'autors diversos.
Amb Futur imperfecte ha guanyat el XVII Premi de Narrativa Juvenil Ciutat de Badalona. L'any 2092, el que queda de la humanitat viu en ciutats protegides per bombolles magnètiques i governades per ordinadors dins d'un sistema totalitari. Qualsevol manifestació cultural, ciutadana o humana, tal com les coneixem avui, està prohibida. La Nàdia i en Laak, dos adolescents que es rebel·len, es veuen obligats a fugir sense saber quin món es trobaran fora.

## Publicacions[3]
- Antologies de contes: Cuentos para el camino (2013), Tengo que contar (2013), Cuentos de Barbería (2008), Relatos por un tubo (2007)
- Cosecha de Verano (2013)
- Cosecha de Invierno (2012)
- Futur imperfecte (2015)
- La soledat del llebrer (2020)[4]